# 赤田神社 (阿波市)
赤田神社（あかんたじんじゃ）は、徳島県阿波市土成町成当に鎮座する神社である。式内社・建布都神社の論社の一つである。

## 歴史
創建年は不詳。『日本書紀』には神功皇后が三韓征伐の前途を占った際の記述がみられる。
『神社覈録』には「建布都神社所在慥かならず或は云う。赤野田村」と記されており、赤野田村は赤田村で成当村（現在の土成町成当）の旧称。

## 祭神
- 武甕槌命
- 經津主命

## 境内社
- 天満宮
- 山神宮

## 交通
- 徳島自動車道「土成インターチェンジ」より車で約10分。